# Manmad
Manmad là một thành phố và là nơi đặt hội đồng đô thị (municipal council) của quận Nashik thuộc bang Maharashtra, Ấn Độ.

## Địa lý
Manmad có vị trí 20°15′B 74°27′Đ / 20,25°B 74,45°Đ Nó có độ cao trung bình là 580 mét (1902 feet).

## Nhân khẩu
Theo điều tra dân số năm 2001 của Ấn Độ, Manmad có dân số 72.412 người. Phái nam chiếm 51% tổng số dân và phái nữ chiếm 49%. Manmad có tỷ lệ 75% biết đọc biết viết, cao hơn tỷ lệ trung bình toàn quốc là 59,5%: tỷ lệ cho phái nam là 81%, và tỷ lệ cho phái nữ là 69%. Tại Manmad, 13% dân số nhỏ hơn 6 tuổi.